# National American Woman Suffrage Association

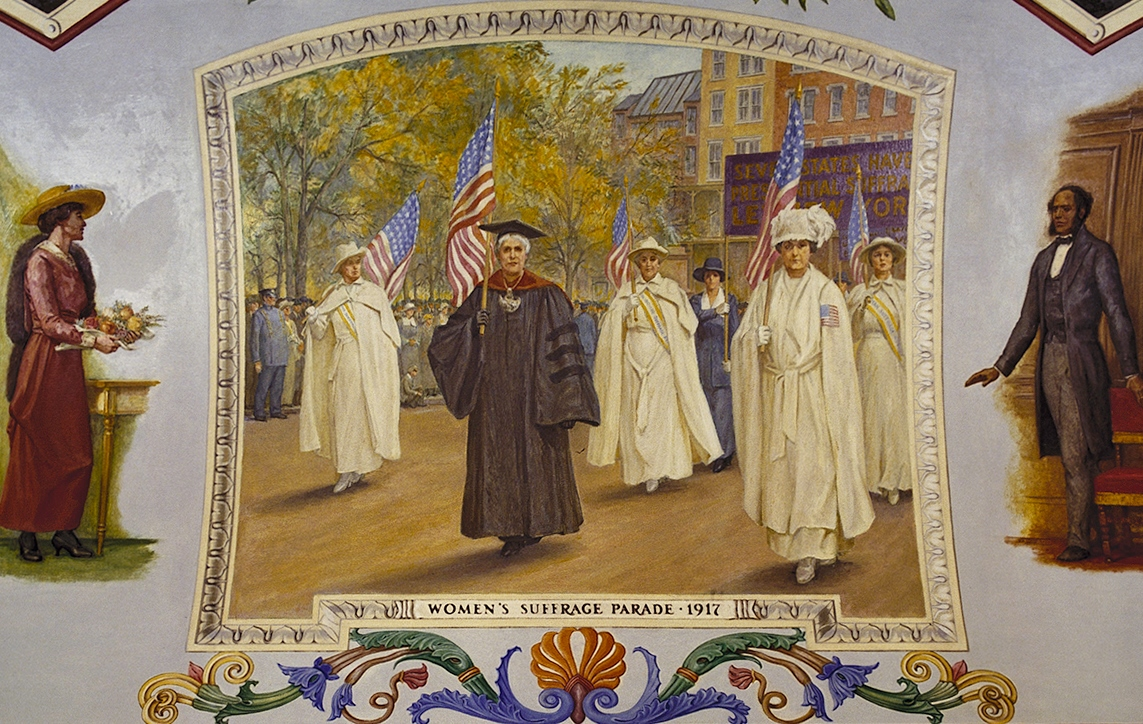
Peinture murale du Capitole mettant en scène les dirigeantes de la NAWSA : Anna Howard Shaw et Carrie Chapman Catt.

La National American Woman Suffrage Association (NAWSA) (Association nationale pour le suffrage des femmes américaines) était une association américaine de promotion du droit de vote des femmes, créée en février 1890. Elle résultait de la fusion de la National Woman Suffrage Association (NWSA) et de l'American Woman Suffrage Association (AWSA). Elle était composée d'environ 7 000 membres à sa création et en aurait compté jusqu'à 2 millions au plus fort de sa popularité, en faisant la plus grande organisation bénévole du pays.

## Histoire
Le suffrage féminin reste controversé aux États-Unis, même parmi les militantes pour les droits des femmes au XIXe siècle. En 1848, lors de la Convention de Seneca Falls, la première convention nationale pour les droits des femmes, la résolution pour le suffrage féminin n'est approuvée qu'après un vigoureux débat. Lors des débuts de la National Women's Rights Convention dans les années 1850, les choses changent et le suffrage féminin devient un des objectifs premiers du mouvement. Les trois cheffes du mouvement à l'époque sont Lucy Stone, Elizabeth Cady Stanton et Susan B. Anthony, trois femmes qui joueront un rôle important dans la création de la NAWSA quelques années plus tard.
En 1866, juste après la guerre de Sécession, la National Women's Rights Convention devient l'American Equal Rights Association (AERA) pour les droits des Afro-Américains et des femmes, spécialement en ce qui concerne le droit de vote. L'AERA s’effondre en 1869 à cause du Quinzième amendement de la Constitution des États-Unis qui offre le droit de vote aux anciens esclaves affranchis de sexe masculin uniquement. Stanton et Anthony s'oppose à sa ratification s'il n'est pas accompagné d'un autre amendement accordant aussi le droit de vote aux anciennes esclaves affranchies. À l'inverse, Stone soutient l'amendement. Elle considère que sa ratification incitera les politiciens à soutenir un amendement allant dans le même sens pour les femmes. Elle dit que même si le droit de vote est plus important pour les femmes que pour les hommes noirs, « je serais reconnaissante en mon âme et conscience si n'importe qui peut sortir de cette impasse ».

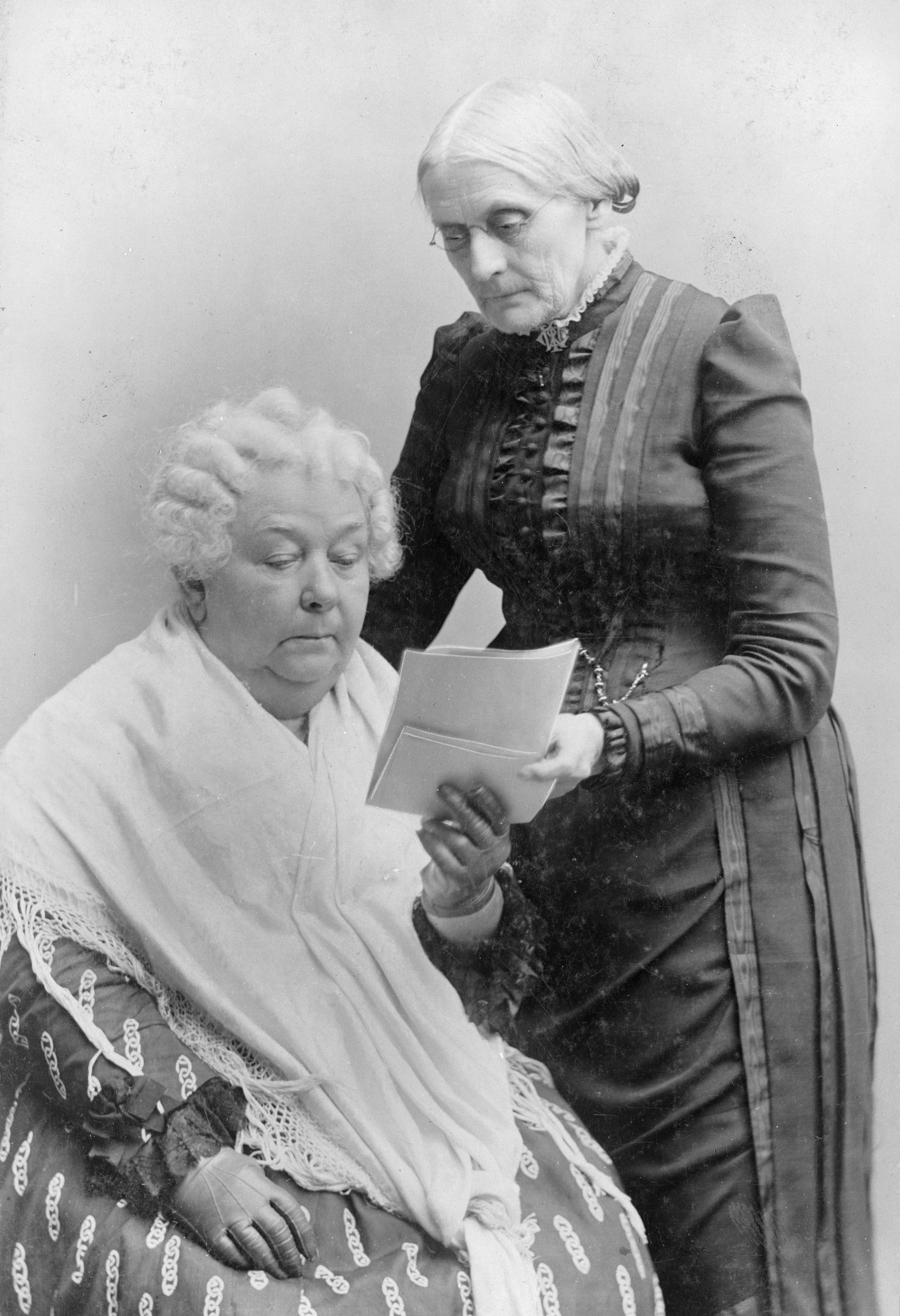
Elizabeth Cady Stanton (assise) et Susan B. Anthony.

En mai 1869, après deux jours de débats houleux lors de la réunion annuelle de l'AERA, Anthony, Stanton et leurs alliés forment la National Woman Suffrage Association (NWSA). En novembre 1869, l'American Woman Suffrage Association (AWSA) est fondée par Lucy Stone, son époux Henry Blackwell, Julia Ward Howe et leurs alliés, dont la plupart ont participé à la création de la New England Woman Suffrage Association un an plus tôt. La rivalité amère entre les deux organisations crée une atmosphère partisane qui durera pendant plusieurs décennies.
Après la ratification du quinzième amendement en 1870, des différences subsistent entre les deux organisations. L'AWSA travaille presque exclusivement pour le suffrage féminin alors que la NWSA travaille sur un large éventail de questions, y compris la réforme du divorce et l'égalité salariale. L'AWSA inclut des hommes et des femmes dans ses postes de responsabilités tandis que la NWSA n'accepte que les femmes pour diriger. L'AWSA travaille pour le suffrage féminin au niveau des États tandis que la NWSA travaille au niveau fédéral. L'AWSA cultive une image respectable tandis que la NWSA est plus dans la confrontation. Par exemple, Susan Anthony interrompt les cérémonies officielles du 100e anniversaire de la Déclaration d'Indépendance pour présenter la Déclaration des droits des femmes son organisation. Elle est arrêtée en 1872 pour être allée voter, ce qui est toujours illégal pour les femmes, et est déclarée coupable lors d'un procès fortement médiatisé.
Les progrès vers le suffrage féminin sont lents après la scission mais les progrès faits dans les autres domaines renforcent le mouvement. En 1890, des dizaines de milliers de femmes fréquentent collèges et universités contre zéro quelques décennies plus tôt. On voit apparaître un déclin de l'idée de la « sphère féminine », cette croyance que la place de la femme est à la maison et non impliquée en politique, dans l'opinion publique. Les lois permettant aux époux de contrôler les faits et gestes de leurs femmes sont révisées. Il y a une croissance spectaculaire des organisations de réforme sociale féminine, telle que la Woman's Christian Temperance Union (WCTU), la plus grande organisation du pays. L'Union approuve le suffrage féminin à la fin des années 1870, arguant que les femmes en ont besoin pour protéger leur famille de l'alcool et autres vices.
Anthony met de plus en plus l'accent sur le droit de vote au détriment des autres questions relatives aux droits des femmes. Son but est d'unir les organisations féminines pour le suffrage féminin même si elles ne soutiennent pas tous les autres droits. La NWSA et elle se tournent aussi vers un militantisme plus respectable. La NWSA n'est alors plus considérée comme une organisation cherchant à modifier les comportements familiaux traditionnels en soutenant, comme ses adversaires l’appelle, le « divorce facile ». Cela a pour effet de la rapporter de l'AWSA. Le rejet par le Sénat américain de l'amendement pour le droit de vote des femmes en 1887 permet aussi de rapprocher les deux organisations. La NWSA a travaillé pendant des années pour mettre cet amendement dans la liste des votes. Après son rejet, la NWSA décide de consacrer moins d'énergie à la campagne fédérale et à se tourner vers une campagne au niveau des États, comme l'AWSA.
Stanton continue de promouvoir tous les aspects des droits des femmes. Elle préconise une coalition des groupes radicaux pour les réformes sociales, y compris les populistes et les socialistes, pour soutenir le suffrage féminin dans le cadre d'une liste de revendications communes. Dans une lettre à un ami, Stanton dit que la NWSA « devient politique et conservatrice avec le temps. [Lucy] Stone et Susan [Anthony] voient seulement le problème du suffrage, pas celui de la servitude religieuse et sociale de la femme, ni les jeunes femmes de l'association qui veulent combiner les deux. ». Cependant, Stanton s'est retireé des activités quotidiennes du mouvement. Elle passe alors beaucoup de temps avec sa fille en Angleterre. Malgré leur approche différente, Stanton et Anthony sont restées amies et collègues, continuant leur collaboration qui commença dans les années 1850.
Stone consacre la plus grande partie de sa vie après la scission au Woman's Journal, un hebdomadaire qu'elle lance en 1870 pour servir de voix à l'AWSA. Dans les années 1880, le Woman's Journal élargit sa couverture médiatique et est considéré par beaucoup comme le journal de tous les mouvements de suffragettes.
Le mouvement des suffragettes attire de plus en plus de membres jeunes qui ne supportent plus la division, qu'elles considèrent comme un problème d'égo plus que de principes. Alice Stone Blackwell, la fille de Lucy Stone, déclare : « Quand j'ai commencé à travailler pour unir les deux associations, les plus âgées n'étaient pas enthousiastes mais les jeunes l'étaient. Rien ne restait que les sentiments désagréables engendrés par la longue séparation. ».

## Fusion d'organisations rivales
Plusieurs tentatives pour rapprocher les deux parties sont faites mais sans succès. La situation change en 1887 lorsque Stone, qui approche de son 70e anniversaire et voit sa santé décliner, commence à chercher des moyens de surmonter la scission. Dans une lettre à la suffragette Antoinette Brown Blackwell, elle suggère la création d'une organisation faîtière dont l'AWSA et la NWSA seraient des auxiliaires, mais cette idée ne rencontre aucun succès. En novembre 1887, lors de la réunion annuelle de l'AWSA, une résolution est votée autorisant Stone à discuter d'une possible fusion avec Anthony. La résolution indique que les différences entre les deux associations ont été « largement éliminées par l'adoption de principes et de méthodes communs ». Stone transmet la résolution à Susan Anthony avec une proposition de rencontre.
Susan Anthony et Rachel Foster Avery, jeune cheffe de la NWSA, se rendent à Boston en décembre 1887 pour rencontrer Lucy Stone. Alice Stone Blackwell, sa fille et cheffe de l'AWSA, accompagne Stone à la rencontre. Stanton, alors en Angleterre, n'y participe pas. La réunion explore plusieurs aspects d'une éventuelle fusion, y compris les possibles nom et nouvelle structure de la nouvelle organisation. Peu de temps après, Stone émet des doutes, disant à un ami qu'elle souhaitait n'avoir jamais émis l'idée d'une fusion mais le processus est déjà enclenché.
Un signe public de l'amélioration des relations entre les organisations a lieu trois mois plus tard au congrès fondateur du Conseil international des femmes, organisé par la NWSA à Washington pour le 40e anniversaire de la Convention de Seneca Falls. Il bénéficie d'une publicité favorable et ses déléguées, issues de cinquante-trois organisations féminines de neuf pays, sont invitées à une réception à la Maison-Blanche. Les représentantes de l'AWSA sont invitées à siéger sur l'estrade avec les représentantes de la NWSA pendant les réunions, en signe de coopération.
La proposition de fusion ne soulève pas de controverse importante au sein de l'AWSA. La résolution émise lors de la réunion annuelle de 1887, celle qui a autorisé Stone à explorer les possibilités de fusion, n'est même pas mentionnée en tant qu'ordre du jour. Cette proposition est traitée de manière routinière pendant la réunion et approuvée à l'unanimité sans débat.
La situation est différente au sein de la NWSA, qui voit une forte opposition se créer de la part de Matilda Joslyn Gage, Olympia Brown et leurs alliées. Ida Husted Harper, collègue et biographe d'Anthony, déclare que les réunions de la NWSA qui traitent de cette question sont « les plus orageuses de l'histoire de l'association ». Faisant valoir qu'Anthony a utilisé des tactiques sournoises pour contrecarrer les opposants à la fusion, Gage forme une organisation concurrente en 1890 appelée l'Union libérale nationale des femmes mais qui ne se développera pas.
Les comités négociant la fusion signent une entente en janvier 1889. En février, Stone, Stanton, Anthony et les autres cheffes des deux organisations publient une « Lettre ouverte aux femmes d'Amérique » déclarant leur intention de travailler ensemble. Quand Anthony et Stone ont discuté pour la première fois de la possibilité d'une fusion en 1887, Stone avait proposé qu'elle, Anthony et Stanton refusent la présidence de l'organisation unifiée. Anthony a d'abord accepté mais les autres membres de la NWSA s'y sont fortement opposés. La base de l'accord de 1889 ne mentionne pas cette information.
Au départ, l'AWSA est la plus importante des deux organisations, mais sa popularité diminue au cours des années 1880. La NWSA est perçue comme la représentante principale du mouvement des suffragettes, en partie grâce à la capacité d'Anthony à trouver des manières dramatiques de porter le sujet aux yeux de l'opinion publique. Anthony et Stanton publient également une histoire du suffrage féminin, qui les placent au centre de l'histoire du mouvement et marginalise le rôle de Stone et de l'AWSA. La visibilité publique de Stone diminue considérablement, contrastant fortement avec l'attention qu'elle avait attiré dans ses jeunes années en tant que porte-parole lors de conférences dans le pays.
Anthony est de plus en plus reconnue comme une personnalité politique d'importance. En 1890, d'éminents membres de la Chambre et du Sénat sont parmi les deux cents personnes qui assistent à son 70e anniversaire, un événement national qui a lieu à Washington trois jours avant le congrès unissant les deux organisations. Anthony et Stanton réaffirment leur amitié lors de cet événement, frustrant les opposants à la fusion qui espèrent encore les séparer,.

## Convention fondatrice

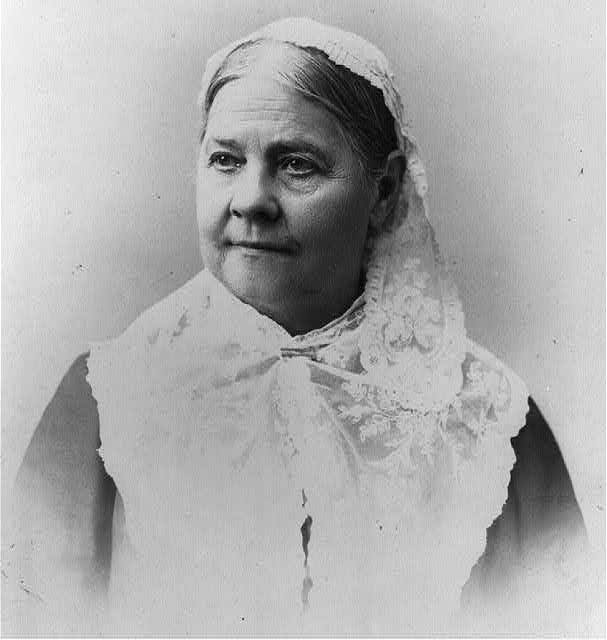
Lucy Stone.

La National American Woman Suffrage Association (NAWSA) est créée le 18 février 1890 à Washington lors d'une convention fusionnant la NWSA et l'AWSA. La question de savoir qui dirigera la nouvelle organisation est laissée aux délégués du congrès. Stone de l'AWSA, est trop malade pour assister à la convention et n'est pas candidate au poste. Anthony et Stanton, toutes deux de la NWSA, ont chacune des partisans.
Les comités exécutifs de l'AWSA et de la NWSA se réunissent séparément pour discuter de leur choix à la présidence de l'organisation unifiée. Lors de la réunion de l'AWSA, Henry Blackwell, le mari de Lucy Stone, déclare que la NWSA a accepté d'arrêter de se battre pour des problèmes secondaires (ce qui est l'envie de Stanton) et de se concentrer exclusivement sur le suffrage féminin. Le comité recommande alors que les délégués de l'AWSA votent pour Anthony. Lors de la réunion de la NWSA, Anthony exhorte ses membres à ne pas voter pour elle mais pour Stanton, en disant qu'une défaite de Stanton serait considérée comme une répudiation de son rôle dans le mouvement.
Des élections sont tenues à l'ouverture du congrès. Stanton reçoit 131 voix, Anthony 90 et deux votes sont exprimés pour d'autres candidats. Anthony est alors élue vice-présidente avec 213 voix contre 9 pour les autres candidats. Stone est élue à l'unanimité présidente du comité exécutif.
En tant que présidente, Stanton prononce le discours d'ouverture de la convention. Elle exhorte la nouvelle organisation à se préoccuper d'un large éventail de réformes : « Quand un principe ou une question est à discuter, laissez-nous la saisir et montrer son lien, proche ou distant, avec la privation de droits des femmes. ». Elle présente des résolutions controversées, dont une qui appelle les femmes à être incluses à tous les niveaux de direction des autorités religieuses et une qui décrit les lois libérales sur le divorce comme une « porte de sortie de l'esclavage ».

## Présidence de Stanton et Anthony

Siège social de l'association à Washington.

L'élection de Stanton en tant que présidente est largement symbolique. Avant la fin du congrès, elle part pour un autre séjour prolongé avec sa fille en Angleterre, laissant Anthony gérer les choses. Stanton se retire finalement de la présidence en 1892, après quoi Anthony est élue à ce poste qu'elle occupait, dans les faits, depuis le début. Stone, morte en 1893, n'a pas joué de rôle important dans la NAWSA.
Le mouvement diminue dans les années suivants la fusion. La nouvelle organisation est petite, ayant environ 7 000 membres cotisants en 1893. Elle souffre aussi de problèmes d'organisation, sans idée claire de par exemple, combien de clubs locaux sont formés ou qui est leur cheffe.
En 1893, May Wright Sewall, ancienne présidente du comité exécutif de la NWSA et Rachel Foster Avery, secrétaire de la NAWSA, jouent un rôle clef lors du Congrès mondial des femmes représentatives à l'Exposition universelle de Chicago, connue aussi sous le nom de Chicago World's Fair. Sewall y sert comme présidente et Avery comme secrétaire du comité organisateur.
La même année, la NAWSA rejette l'objection d'Anthony qui refuse d'alterner les lieux de réunions annuelles entre Washington et les autres parties du pays. Elle craint, et ses craintes s’avéreront légitimes, que ce changement n'entraîne la NAWSA dans un travail au niveau de l'État en délaissant le niveau national. La NAWSA n'accorde alors aucun fond pour le travail au Congrès, qui consiste à ce stade en un témoignage par an devant la chambre réunie.

### Woman's Bible
La radicalisation de Stanton passe mal dans la nouvelle organisation. En 1895, elle publie The Woman's Bible, un best-seller controversé qui attaque l'utilisation de la Bible pour reléguer les femmes à un statut inférieur. Ses adversaires au sein de la NAWSA réagissent violemment. Ils estiment que l'ouvrage nuit à la campagne pour le droit de vote des femmes. Rachel Foster Avery, la secrétaire de l'organisation, dénonce vivement l'ouvrage de Stanton dans son rapport annuel au Congrès en 1896. La NAWSA désavoue le livre malgré la forte objection d'Anthony qui considère ce geste comme inutile et blessant.
La réaction négative face au livre contribue à la baisse de l'influence de Stanton au sein du mouvement et à son aliénation croissante par ses membres. Cependant, elle envoie des lettres chaque année pour le congrès de la NAWSA et Anyhony insiste pour qu'elles soient lues, même lorsque leur sujet est controversé. Stanton meurt en 1902.

### Stratégie sudiste
La Sud a traditionnellement montré peu d'intérêt pour le suffrage féminin. Lorsque l'amendement proposé au Sénat en 1887 est rejeté, aucun des sénateurs du sud n'a voté « Oui ». Cela indique un problème qui risque de se poser dans le futur parce qu'il est presque impossible de ratifier un amendement par le nombre requis d'État sans au moins un État du Sud.
Henry Blackwell propose comme solution de convaincre les dirigeants politiques du Sud qu'ils pourront assurer la suprématie blanche dans leur région en affranchissant les femmes instruites, qui sont principalement blanches. Il présente son plan à des politiciens du Mississippi, qui le considèrent avec intérêt, ce qui attire l'attention de nombreuses suffragettes. L'alliée de Blackwell dans cette campagne est Laura Clay (en), qui convainc la NAWSA de lancer une campagne dans le Sud basée sur la stratégie de Blackwell. Clay est l'une des membres de la NAWSA dans le Sud qui s'oppose à la proposition de modification du suffrage pour l'ouvrir aux femmes au motif que cela porterait atteinte aux droits des États.
Pensant que les États du Sud ouvriraient la voie pour l'affranchissement des femmes, des organisations de suffragettes s'établissent dans la région. Anthony, Carrie Chapman Catt (secrétaire organisationnelle du la NAWSA) et Blackwell font campagne pour le suffrage féminin dans le Sud en 1895, les deux derniers appelant à ouvrir le suffrage aux femmes éduquées seulement. Avec la coopération réticente d'Anthony, la NAWSA manœuvre pour accommoder la politique suprématiste blanche. Anthony demande à un de ses vieux amis, Anthony Douglass, un ancien esclave, de ne pas assister au Congrès de la NAWSA à Atlanta en 1895, le premier à avoir lieu dans une ville du Sud. Les membres noirs de la NAWSA sont aussi exclus de la convention de 1903 à La Nouvelle-Orléans. Le conseil exécutif publie une déclaration : « La doctrine des droits de l'État est reconnue par l'organisme national et chaque association dans chaque État organise ses affaires conformément à ses idées et en harmonie avec les coutumes de son pays». Cependant, aucun État du Sud n'affranchit les femmes à la suite de cette stratégie, et la plupart des organisations de suffrages établies dans le Sud à cette période entrent en inactivité.

## Première présidence de Catt

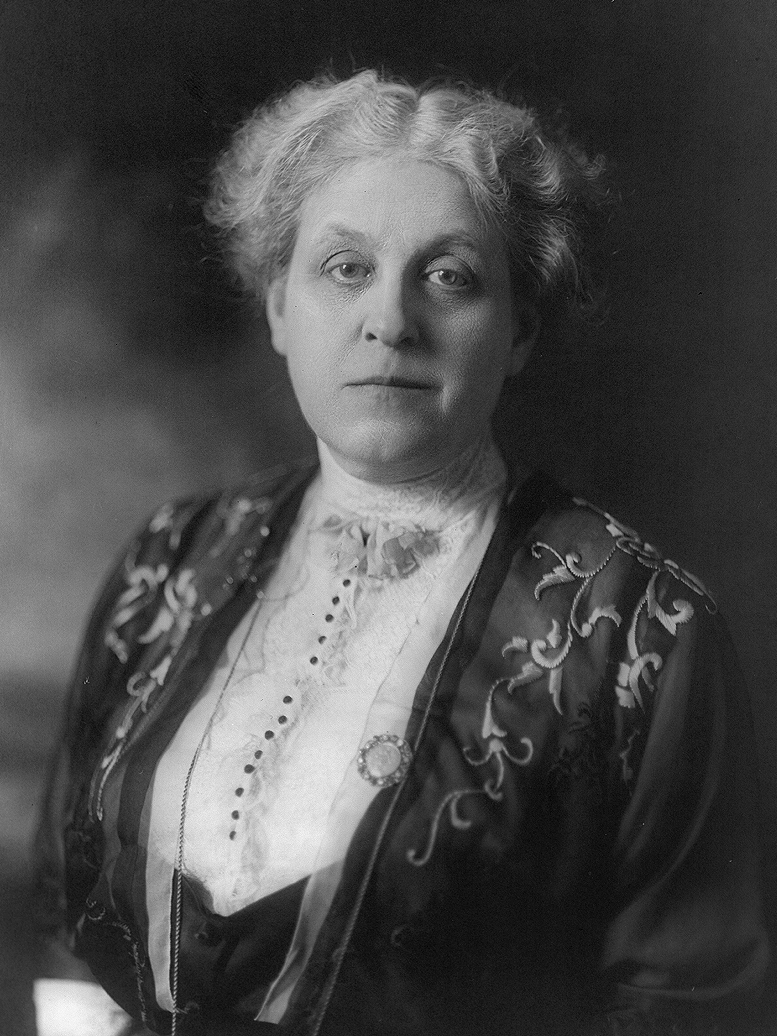
Carrie Chapman Catt.

Carrie Chapman Catt rejoint le mouvement des suffragettes dans l'Iowa au milieu des années 1880 et entre rapidement à la direction de l'association de son État. Mariée à un riche ingénieur qui encourage son engagement militant, elle peut consacrer une grande partie de son énergie au mouvement. En 1895, elle est nommée responsable du comité organisationnel de la NAWSA, où elle recueille des fonds pour mettre sur pied une équipe de quatorze personnes. En 1899, des sous-organisations sont établies dans chaque État américain. Lorsque Anthony prend sa retraite en tant que présidente de la NAWSA en 1900, elle prend des dispositions pour que Catt, qui ne vient ni de la NWSA, ni de l'AWSA, lui succède. Anthony reste une figure influente dans l'organisation jusque sa mort en 1906.
L'une des premières actions de Catt est de mettre en œuvre le « plan de société », une campagne pour recruter des membres fortunés des clubs féminins, dont le temps, l'argent et l'expérience peuvent aider à construire le mouvement des suffragettes. Principalement composés de femmes de la classe moyenne, ces clubs sont souvent engagés dans des projets d'amélioration civique. Ils évitent les questions controversées mais le suffrage des femmes l'est de moins en moins. En 1914, le suffrage est approuvé par la Fédération générale des clubs de femmes, l'organisme national de mouvement des clubs.
Pour rendre le mouvement des suffragettes plus attrayant pour les femmes de la classe moyenne et supérieure, la NAWSA commence à populariser une version de l'histoire minimisant l'implication de membres soulevant des questions controversées comme l'égalité raciale, la réforme du divorce, le travail des femmes ainsi que la critique de la religion. Le rôle de Stanton est obscurci lors du processus, tout comme le rôle des femmes noires et des travailleuses. Anthony, qui dans sa jeunesse était considérée comme une dangereuse fanatique, est présentée sous les traits d'une grand-mère et est honorée en tant qu'une « sainte du suffrage ».
L'énergie déployée lors de l'Ère progressiste renforce le mouvement. À partir de 1900, ce vaste mouvement qui commence au niveau local poursuit des objectifs tel que la lutte contre la corruption au sein du gouvernement, l'élimination du travail des enfants et la protection des travailleurs et des consommateurs. Beaucoup de ses membres considèrent le droit de vote des femmes comme un nouvel objectif progressiste et pensent qu'ajouter les femmes dans l'électorat aiderait le mouvement à réaliser le reste de ses idées.
Catt démissionne quatre ans après son élection, en partie à cause de la santé déclinante de son époux et en partie pour aider à organiser l'Alliance internationale des femmes, qui sera créée en 1904 à Berlin en coordination avec la NAWSA et avec Catt comme présidente.

## Présidence de Shaw

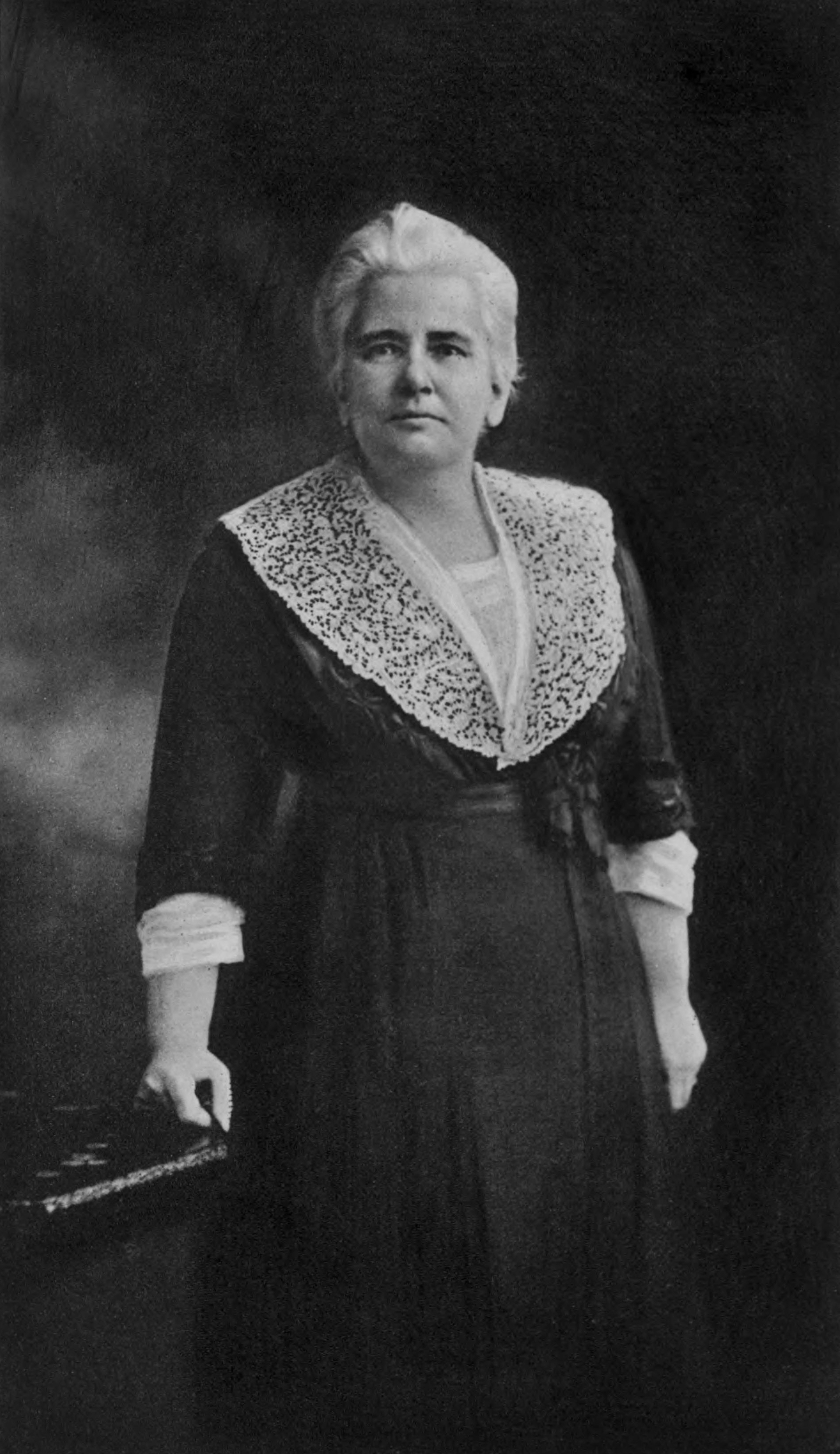
Anna Howard Shaw.

En 1904, Anna Howard Shaw, une autre protégée d'Anthony, est élue présidente de la NAWSA, où elle restera plus longtemps que les autres. Shaw est une travailleuse énergique et une oratrice talentueuse. Ses compétences administratives et interpersonnelles ne correspondent pas à celles que Catt présentait lors de son second mandat, mais l'organisation réalisera des gains remarquables sous la présidence de Shaw,.
En 1906, les membres du Sud de la NAWSA forme la Southern Woman Suffrage Conference avec l'encouragement de Blackwell. Bien que son programme soit raciste, ils demandent l'approbation de la NAWSA. Shaw refuse, fixant une limite dans l'accueil des membres ayant des opinions ouvertement racistes. Shaw déclare que l'organisation n'adoptera pas de politique qui « prône l'exclusion d'une race ou d'une classe du droit de vote »,.
En 1907, en réaction au « plan de société » de la NAWSA conçu pour attirer les femmes de la classe supérieure, Harriott Eaton Stanton Blatch, la fille de Elizabeth Cady Stanton, forme une organisation concurrente appelée Equality League of Self-Supporting Women (Ligue pour l'égalité des femmes autosuffisantes). Plus tard connue sous le nom de Women's Political Union (Union Politique des Femmes), ses membres sont des femmes actives. Blatch est rentrée peu de temps auparavant aux États-Unis après plusieurs années en Angleterre, où elle a travaillé avec des groupes de suffragettes dans leurs premières phases de militantisme. La Ligue gagne en popularité en s'engageant dans des activités jugées trop audacieuses par la NAWSA comme les défilés de suffragettes ou les rassemblements en plein air. Blatch raconte que lorsqu'elle rejoint le mouvement des suffragettes aux États-Unis « la seule méthode suggérée pour faire avancer la cause était un lent processus d'éducation : on nous dit d'organiser, organiser, organiser pour éduquer, d'éduquer l'opinion publique ».
En 1908, le College Equal Suffrage League est formé en tant que filiale de la NAWSA. Il est créé en 1900 à Boston, à une époque où il y a peu de militants de la NAWSA dans la ville. Il est établi par Maud Wood Park, qui créera plus tard des organisations similaires dans plus de trente États. Park devint aussi une cheffe de la NAWSA,.
En 1908, Catt reprend la main. Elle et ses collègues développent un plan détaillé pour unir les associations de suffrage de New York (puis de l'État) sur le modèle politique de la Tammany Hall. En 1909 est fondé le Woman Suffrage Party (WSP) lors d'un congrès auquel participent plus de mille délégués et suppléants. L'année suivante, le WSP compte 20 000 membres et un siège social de quatre chambres. Shaw n'est pas toujours d'accord avec les initiatives indépendantes du WSP mais Catt et les autres restent fidèles à la NAWSA, l'organisation-mère.
En 1909, Frances Squires Potter, membre de la NAWSA de Chicago propose la création de centres communautaires appelés « accueils politiques ». Sur le modèle des maisons d'accueil telle la Hull House de Chicago, leur but est d'éduquer le public au suffrage féminin et de détailler leurs activités politiques au niveau local. Les accueils politiques mis en place par le WSP comprennent des écoles sur le suffrage dispensant une formation aux orateurs publics.
L'opinion publique à l'égard du suffrage féminin s'améliore durant cette période et militer pour celui-ci devient une activité respectable pour les femmes de la classe moyenne. En 1910, les membres de la NAWSA sont au nombre de 117 000. L'organisation établit son premier siège permanent à New York cette année-là, travaillant auparavant depuis les maisons de ses membres. Maud Wood Park, qui est partie pendant deux ans en Europe, reçoit une lettre de l'une de ses collègues de la College Equal Suffrage League qui décrit la nouvelle atmosphère comme étant passée d'« ayant l'énergie d'un chaton agonisant, à une chose virile et menaçante » et qu'elles sont « actuellement à la mode ».
Ce changement se reflète dans les efforts au niveau des États. En 1896, seuls quatre États, tous à l'ouest du pays autorisent les femmes à voter. Entre 1896 et 1910, six campagnes ont lieu dans six États différents pour le suffrage féminin mais échouent toutes. Les choses commencent à tourner en 1910 lorsque le droit de vote est accordé aux femmes dans l'État de Washington suivi de la Californie en 1911 puis l'Oregon, le Kansas et l'Arizona en 1912.

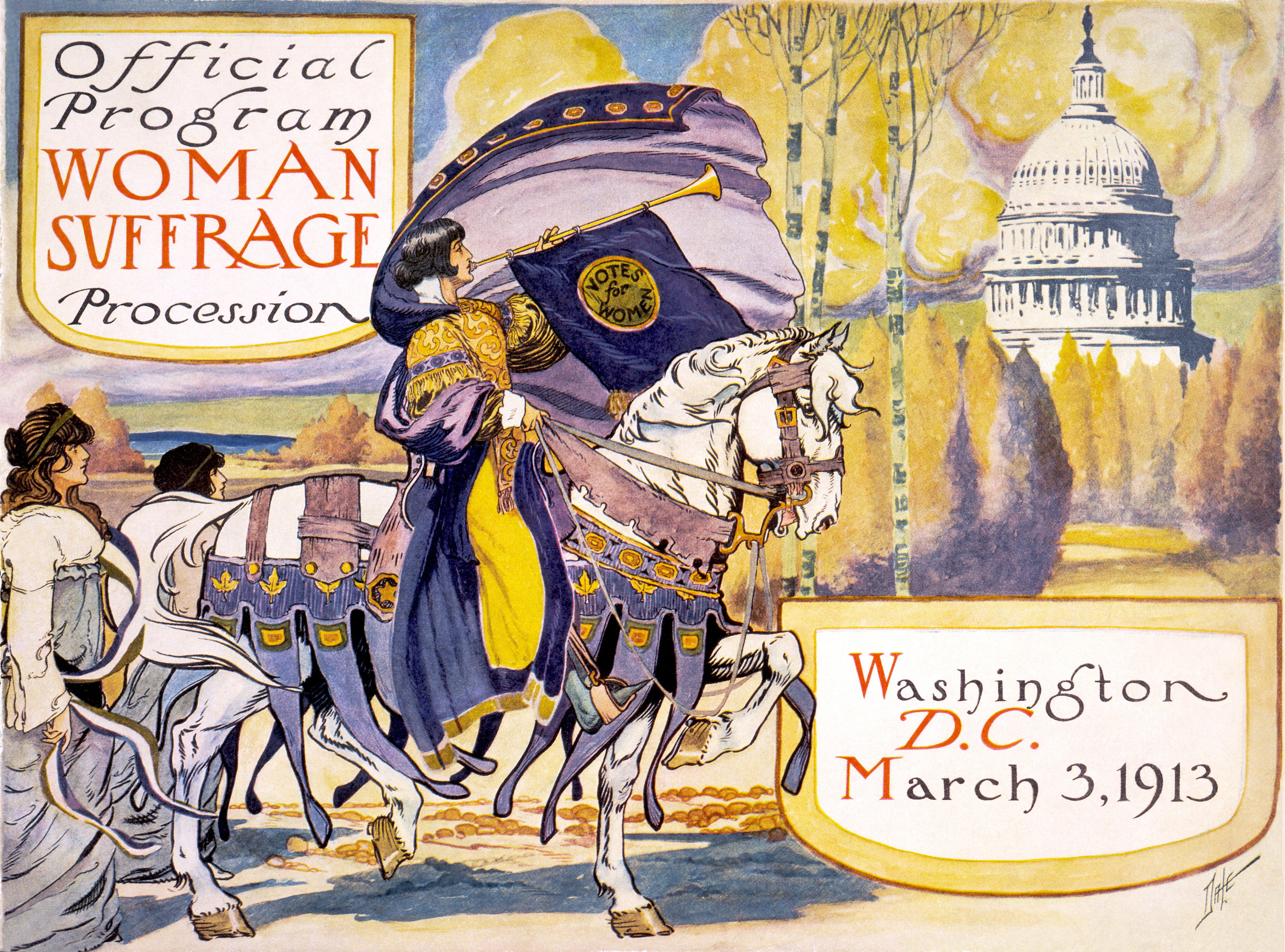
Programme de la NAWSA pour la Woman Suffrage Parade de 1913.

En 1912, W. E. B. Du Bois, président de la National Association for the Advancement of Colored People (NAACP), conteste publiquement la réticence de la NAWSA à accepter les femmes de couleur. L'organisation répond de façon cordiale en l'invitant à prendre la parole lors de leur prochain congrès et en publiant son discours sous forme de brochure. Néanmoins, la NAWSA continue de minimiser le rôle des suffragettes noires. Elles acceptent les femmes de couleur comme membres et les sociétés pour elles comme auxiliaires mais dans la pratique, elles détournent régulièrement de telles demandes. Cela s'explique en partie par le fait que la supériorité raciale blanche était la norme de l'époque et que la NAWSA avait peu d'espoir d’obtenir un amendement fédéral sans le soutien des États du Sud pratiquant la ségrégation raciale.
À ce moment-là, la stratégie de la NAWSA pour obtenir le suffrage féminin était de l'obtenir État par État jusqu'à atteindre une masse critique d'électeurs qui pourraient faire passer l'amendement à un niveau national. En 1913, le Southern States Woman Suffrage Comittee est formé pour tenter d'arrêter ce processus. Il est dirigé par Kate Gordon, qui était la secrétaire de la NAWSA pour l'État de Louisiane de 1901 à 1909. Gordon, qui obtint le suffrage féminin pour son État est opposé à l'idée d'un amendement fédéral qui violerait les droits des États. Elle dit qu'autoriser les autorités fédérales à faire respecter le droit constitutionnel des femmes dans les États du Sud pourrait pousser à faire appliquer la même chose concernant les droits des Afro-américains, une chose qu'elle veut éviter. Son comité est trop petit pour affecter sérieusement la direction de la NAWSA mais sa condamnation publique de la mesure, exprimée en termes racistes véhéments, creuse des fissures au sein de l'organisation.

## Division dans le mouvement

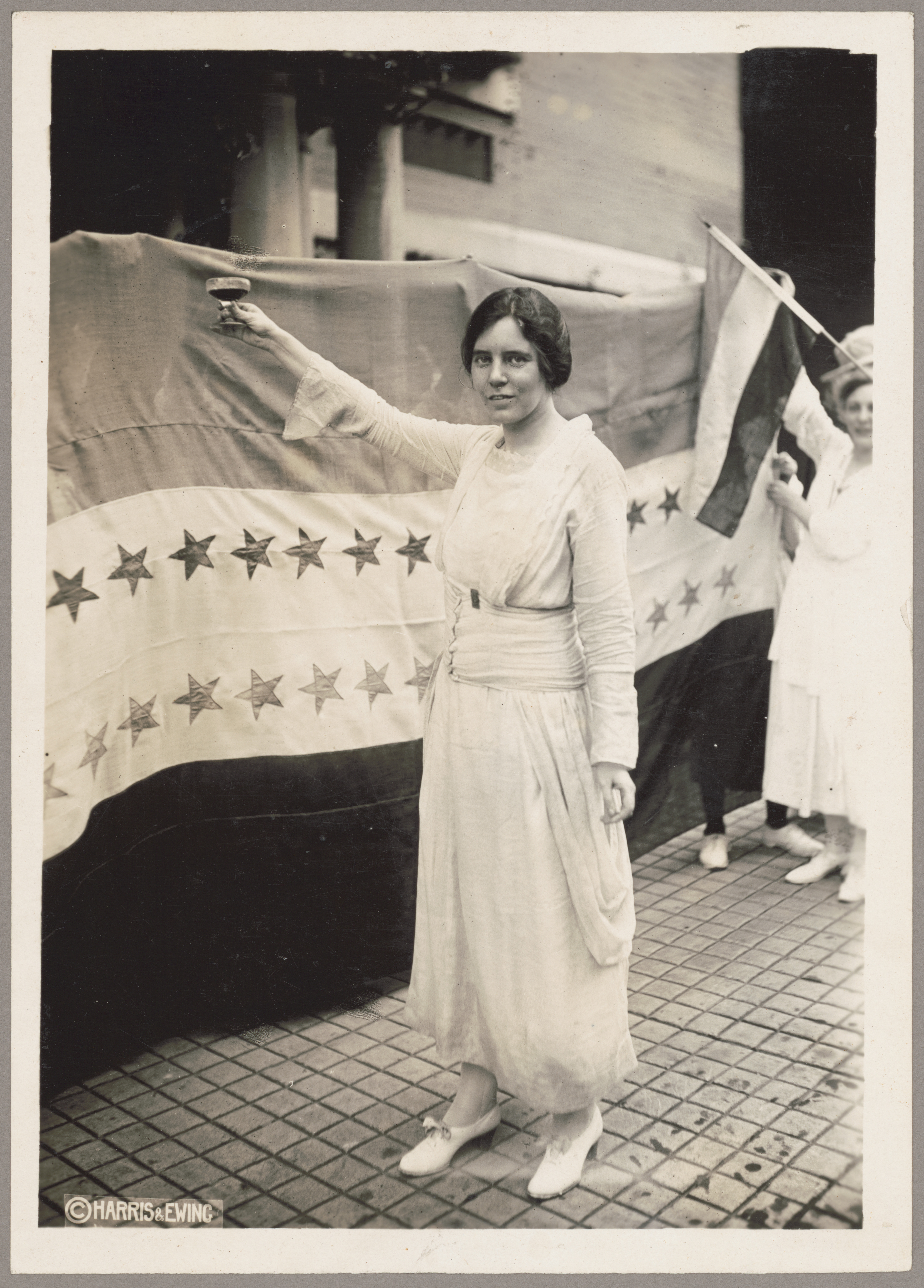
Alice Paul.

Un défi sérieux se pose à partir de 1910 lorsqu'une jeune militante Alice Paul revient aux États-Unis après un séjour en Angleterre où elle a fait partie de l'aile militante des suffragettes. Elle fut emprisonnée et gavée de force après avoir entamé une grève de la faim. En rejoignant la NAWSA, elle devient la personne la plus importante de l'idée d'un amendement national, qui fut éclipsé pendant quelques années par l'organisation.
Du point de vue de Shaw, le moment est venu d'insister de nouveau sur un amendement national contrairement à Gordon et Clay, ses adversaires les plus tenaces au sein de la NAWSA. Ses dernières avaient été mises à l'écart de la direction nationale. En 1912, Alice Paul est nommée présidente du Comité congressionnel de la NAWSA et est chargée de relancer le travail auprès du Congrès américain. En 1913, elle et sa collègue Lucy Burns organisent un défilé pour le suffrage à Washington la veille de l'investiture de Woodrow Wilson. Les adversaires du défilé transforment l’événement en une émeute, qui prend fin grâce à une unité de cavalerie qui rétablit l'ordre. L'indignation du public, qui coûte son travail au chef de la police, fait de la publicité au mouvement et lui donne un nouvel élan.
Paul trouble les dirigeants de la NAWSA en soutenant que les démocrates n'agiront pas pour le suffrage féminin même s'ils contrôlent la présidence et les deux chambres, et que le mouvement des suffragettes devrait travailler à les faire perdre, quelles que soient leurs positions personnelles sur le sujet. La position de la NAWSA est inverse et soutient les candidats qui approuvent le suffrage, indépendamment de son parti politique. En 1913, Paul et Burns forment la Congressional Union (CU) pour se concentrer sur l'amendement national et envoient des membres dans toutes les sections de la NAWSA à travers le pays. La relation entre le CU et la NAWSA est vague. Étaient-ils partisans ou rivaux ?
Lors du congrès de 1913, Paul et ses alliées exigent que l'organisation concentre ses efforts sur une modification au niveau fédéral. La convention permet au conseil exécutif de limiter la capacité de la CU à enfreindre les directives de la NAWSA. Après l'échec des négociations, la NAWSA retire Paul de la tête de son Comité pour le Congrès. En février 1914, la NAWSA et le CU se séparent alors en deux entités indépendantes.
Blatch fusionne le Women's Political Union avec le Congressionnal Union. Cette organisation devient la base du National Woman's Party (NWP), formé en 1916. Encore une fois, le mouvement se retrouve avec deux organisations nationales qui se divisent le travail. La NAWSA brille par son image de respectabilité et s'engage dans un lobby au niveau national et étatique. Le NWP, plus petit, fait également du lobbying mais devient plus connu pour ses activités dramatiques et conflictuelles, le plus souvent à Washington.

## Deuxième présidence de Catt
Malgré la croissance rapide du nombre d'adhésions à la NAWSA, le mécontentement envers Shaw augmente. Sà tendance à réagir de façon excessive envers ses opposants a pour effet d'accroître les frictions entre organisations. Plusieurs membres du conseil exécutif démissionnent en 1910 et le conseil voit des changements significatifs dans sa composition chaque année jusqu'en 1915.

### 1914-1915
En 1914, le sénateur John F. Shafroth (en) présente un amendement fédéral pour obliger les assemblées législatives des États à inscrire le droit de vote des femmes au scrutin public si 8% des électeurs émettent une pétition dans ce sens. La NAWSA approuve l'amendement mais la CU l'accuse d'abandonner la campagne pour la modification du suffrage national. Les déléguées du Congrès rejettent leur insatisfaction vers Shaw. Shaw envisage de refuser la présidence en 1914 mais décide de se présenter de nouveau. En 1915, elle annonce qu'elle n'est pas candidate à sa réélection.
Catt est le choix évident pour la remplacer mais elle dirige alors la New York State Woman Suffrage Party, qui commence une campagne cruciale dans l'État. L'idée dominante parmi les membres de la NAWSA est qu'un succès dans un État aussi grand ferait basculer la campagne dans leur intérêt. New York est le plus grand État de l'Union et une victoire est possible. Catt accepte de confier le travail new-yorkais à d'autres et de prendre la tête de la NAWSA en décembre 1915, à la condition qu'elle puisse nommer son propre conseil d'administration, alors toujours élu lors du congrès annuel. Elle... comme au conseil des femmes indépendantes financièrement qui peuvent travailler à plein temps pour l'organisation.
Avec un bureau engagé et unifié, Catt envoie ses agents sur le terrain pour évaluer l'état de l'organisation et commence le processus de réorganisation en un processus central et efficace. Catt décrit la NAWSA comme un chameau avec une centaine de bosses, chacune avec un conducteur aveugle cherchant à montrer la voie. Elle donne une nouvelle orientation aux organisations de chaque État et aux affiliés locaux avec des directives politiques, des initiatives organisationnelles et des plans de travail détaillés,.
La NAWSA avait auparavant consacré une grande partie de ses efforts à éduquer le public sur le suffrage féminin, et cela a eu un impact significatif. Le suffrage féminin est devenu un problème national majeur et la NAWSA est en passe de devenir la plus grande organisation bénévole du pays, avec deux millions de membres. Catt convertit cette base pour faire de la NAWSA un groupe de pression politique.

### 1916

Délégation de la NAWSA reçue par le président Wilson.

Lors d'une réunion du conseil d'administration en mars 1916, Catt décrit le dilemme de l'organisation : « Le Congressional Union sépare de l'organisation nationale les femmes qui pensent qu'il est possible de travailler pour le suffrage féminin au niveau fédéral seulement. Le Sud est contrarié parce que l'organisation continue pour travailler l’amendement fédéral. La combinaison produit une grande confusion. ». Catt pense que la politique du NAWSA de travailler essentiellement État par État arrive à ses limites. Certains États semblent peu enclins à approuver le suffrage féminin, les lois étatiques rendant la possibilité de l'amendement presque impossible et dans les Sud profond, l'opposition est trop forte. Catt recentre l'organisation sur un amendement national tout en continuant de mener des campagnes au niveau des États où le succès est possible.
Lors des réunions des conventions des partis démocrates et républicains en juin 1916, les suffragettes exercent une pression sur eux. Catt est invitée à exprimer ses opinions dans un discours à la convention républicaine de Chicago. Un anti-suffragettes passe après Catt, énonçant que les femmes ne peuvent pas voter car elles ne le veulent pas, une foule de suffragettes fait irruption dans la salle. Elles sont trempées, ayant marché sous une pluie battante sur deux blocs dans une parade conduite par deux éléphants. Quand l'anti-suffragiste troublé finit son discours, les suffragettes font du bruit pour leur cause. Au congrès démocrate une semaine plus tard à Saint-Louis, les suffragettes remplissent les allées et font connaître leur point de vue lors du débat.
Les deux conventions des partis approuvent le suffrage des femmes, mais seulement au niveau fédéral, ce qui signifie que les différents États pourront le mettre en œuvre de différentes manières et même ne pas l'appliquer du tout. S'attendant à plus, Catt appelle à une réunion d'urgence, déplaçant la date de la convention de 1916 de décembre à septembre pour commencer à organiser la contre-attaque. La convention initie un changement stratégique en adoptant le « plan gagnant » de Catt. Ce plan mandate le travail vers l'amendement national pour le suffrage féminin comme une priorité de l'organisation et autorise la création d'une équipe de pression professionnelle pour soutenir l'objectif à Washington. Il autorise le bureau exécutif à créer un plan de travail pour atteindre cet objectif dans chaque État et à le prendre en charge. Il finance les campagnes de suffrage au niveau des États uniquement si elle répond aux exigences strictes visant à éliminer les actions ayant peu de chances de réussir. Le plan de Catt inclut des étapes pour réaliser l'amendement en 1922. Gordon décrit ces événements comme « un rouleau à vapeur bien huilé qui est passé sur la convention ».
Le président Wilson, dont l'attitude vis-à-vis du suffrage des femmes évolue, prend la parole lors du congrès de la NAWSA en 1916. Il était un opposant au suffrage lors de son mandat de gouverneur du New Jersey mais en 1915, il annonce qu'il retourne dans son État d'élection depuis la Maison-Blanche pour voter en faveur de celui-ci lors du référendum. Il parle favorablement du droit de vote à la convention de la NAWSA mais s’abstient d'appuyer l'amendement en question. Charles Evans Hughes, son adversaire à l'élection présidentielle, refuse de parler à la convention mais va plus loin que Wilson en approuvant l'amendement.

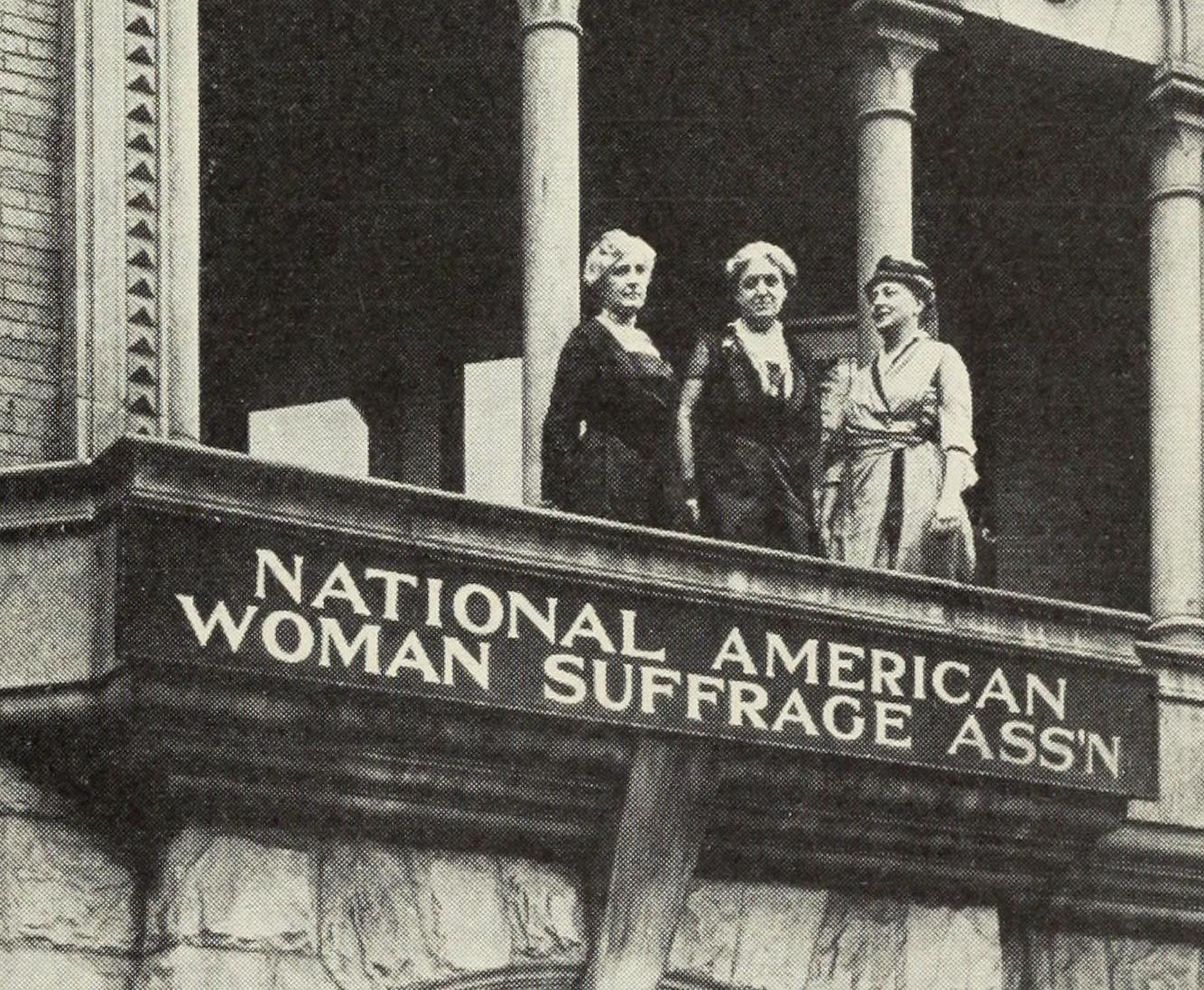
Helen Hamilton Gardener, Carrie Chapman Catt et Maud Wood Park (de gauche à droite) posant sur le balcon de la maison du suffrage, le siège de la National American Woman Suffrage Association.

Le comité pour le Congrès de la NAWSA est en plein désarroi depuis le départ d'Alice Paul en 1913. Catt le réorganise et nomme Maud Park Wood à sa tête en décembre 1916. Park et sa lieutenante Helen H. Gardener créent ce qui sera connu sous le nom de « Front Door Lobby » par les journalistes, pour leurs attaques de front et non plus dans l'ombre comme leur prédécesseurs. Un quartier général du groupe de pression est établi dans un manoir délabré connu sous le nom de Suffrage House. Les membres du groupe de la NAWSA y logent et coordonnent leurs activités avec des conférences quotidiennes dans des salles de réunion.
En 1916, la NAWSA achète le Woman's Journal d'Alice Stone Blackwell. Le journal, créé en 1870 par la mère de Blackwell, Lucy Stone, était le porte-parole du mouvement des suffragettes depuis. C'était un petit tirage, Blackwell faisant elle-même la plupart du travail, et une grande partie des reportages sont centrés sur l'est du pays à un moment où un journal national est nécessaire. Après le transfert du journal, il est rebaptisé Woman Citizen et fusionné avec The Woman Voter, le journal du Woman Suffrage Party de New York ainsi qu'avec le National Suffrage News, ancien journal de la NAWSA. La nouvelle maquette du journal est déclarée comme organe officiel de la NAWSA.

### 1917
En 1917, Catt reçoit un legs de 900 000 $ de Miriam Leslie pour être utilisé pour le mieux pour le suffrage féminin. Catt alloue la plus grande partie des fonds à la NAWSA avec 400 000 $ affectés à la mise à niveau du Woman Citizen.
En janvier 1917, le NWP d'Alice Paul commence un piquet de grève devant la Maison-Blanche appelées les Silent Sentinels. La police arrête finalement plus de 200 femmes dont beaucoup entament une grève de la faim en prison. Les autorités de la prison les gavent, ce qui soulève l'opinion publique sur le débat sur le suffrage féminin.
Lors de l'entrée des États-Unis dans la Première Guerre mondiale en avril 1917, la NAWSA coopère à l'effort de guerre. Shaw est nommée à la tête du Comité des femmes du Council of National Defense (en), créé par le gouvernement fédéral pour coordonner les ressources nécessaires à l'effort de guerre. Catt et deux autres membres de la NAWSA sont nommées au comité exécutif. Le NWP, en revanche, ne prend pas part à l'effort de guerre et accuse la NAWSA de le faire au détriment de la question du suffrage féminin.
En avril 1917, Jeannette Rankin devient la première femme au Congrès, après avoir fait partie d'un groupe de pression et avoir été secrétaire du Montana pour la NAWSA. Elle vote en faveur de la déclaration de guerre.
En novembre 1917, le mouvement remporte une victoire majeure lorsqu'un référendum sur l'émancipation des femmes est largement voté à New York, l'État le plus peuplé du pays. La puissante machine politique de Tammany Hall, qui s'est auparavant opposée au suffrage, adopte une position neutre sur ce référendum, en partie parce que les épouses de plusieurs de ses dirigeants jouent des rôles importants dans la campagne.

### 1918-19

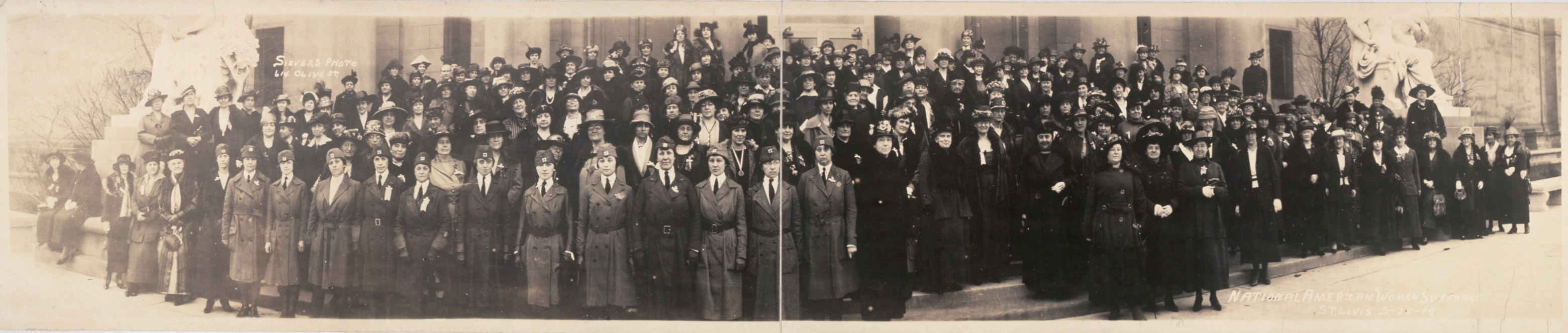
Les membres de la NAWSA en 1919.

La Chambre adopte l'amendement pour le suffrage féminin pour la première fois en janvier 1918, mais le Sénat reporte le débat jusqu'en septembre. Le président Wilson prend la décision inhabituelle de parler devant le Sénat sur la question, demandant l'adoption de l'amendement comme mesure de guerre. Le Sénat, cependant, rejette la mesure de deux voix. La NAWSA lance une campagne pour renverser quatre sénateurs ayant voté contre l'amendement, rassemblant une coalition de forces comprenant des syndicats et des prohibitionnistes. Deux de ces quatre sénateurs sont battus aux élections fédérales de novembre.
NAWSA tient son jubilé d'or à l'hôtel Statler à Saint-Louis dans le Missouri en mars 1919. La présidente Catt prononce le discours d'ouverture, dans lequel elle exhorte les déléguées à créer des ligues de femmes électrices. Une résolution est adoptée pour former cette ligue en tant qu'unité distincte de la NAWSA, avec des membres provenant d'États qui ont ouvert le droit de vote aux femmes. Le dernier jour de la convention, le Sénat du Missouri adopte une loi donnant aux femmes le droit de voter aux élections présidentielles et une résolution de soumettre un amendement constitutionnel pour le suffrage intégral. En juin de cette année-là, le dix-neuvième amendement est adopté.

### Adoption du dix-neuvième amendement
Après les élections, Wilson convoque une session spéciale du Congrès, qui accepte l'amendement le 4 juin 1919. La lutte se tourne vers les législatures d'État, dont les trois-quarts doivent ratifier l'amendement.

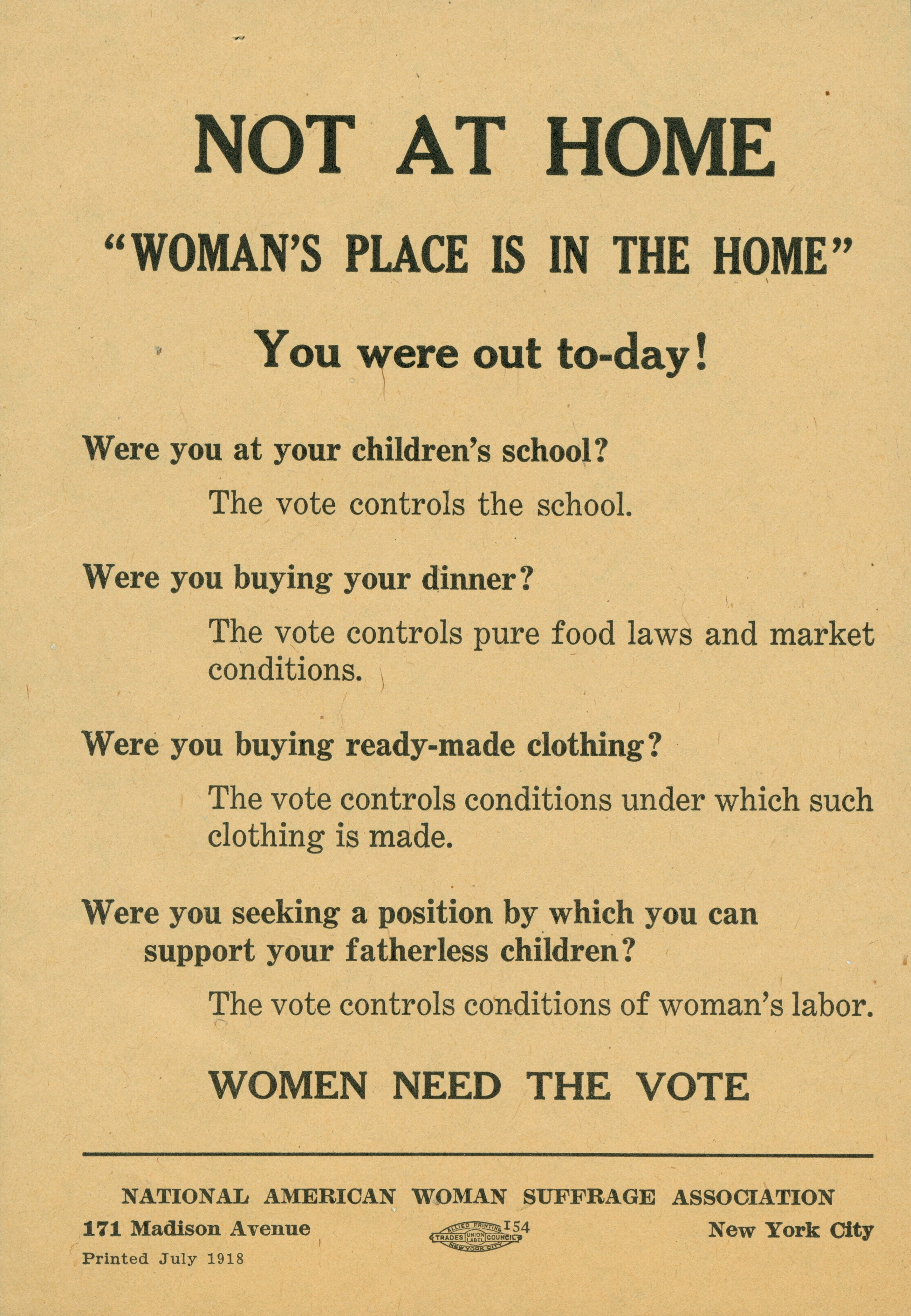
Flyer de la NAWSA.

Catt et le conseil exécutif de la NAWSA ont tourné leur travail vers l'effort de guerre depuis avril 1918, un an avant que le congrès ne fasse passer l'amendement. Des comités de ratification sont établis dans les capitales des États, chacun ayant son propre budget et son plan de travail. Après l'adoption au Congrès, la Suffrage House et les opérations de pression au niveau fédéralesont stoppés et les ressources sont réutilisées pour la campagne de ratification. Catt a un sentiment d'urgence, s'attendant à un ralentissement des actions après la guerre, qui avait pris fin sept mois plus tôt. De nombreuses sociétés locales pour le suffrage sont dissoutes dans les États où les femmes peuvent déjà voter, ce qui rend plus difficile l'organisation.
Fin 1919, les femmes peuvent effectivement voter aux élections présidentielles à travers le Collège électoral. Les dirigeants politiques qui sont convaincus que le suffrage des femmes est inévitable commencent à faire pression sur les législateurs locaux et nationaux pour qu'ils le soutiennent afin que leur parti puisse en revendiquer le crédit lors des prochaines élections. Les conventions des partis démocrate et républicain approuvent l'amendement en juin 1920.
Les anciennes membres de la NAWSA, Kate Gordon et Laura Clay, organisent une opposition à la ratification de l'amendement dans le Sud. Elles ont démissionné de la NAWSA à l'automne 1918 à la demande du conseil exécutif en raison de leurs déclarations en désaccord avec l'amendement fédéral. La NAWSA affecte du personnel et d'autres ressources à une campagne dans le Sud pour appuyer la ratification. Cependant, l’organisation n'est pas capable d'organisation une campagne significative et abandonne l'espoir que les États du Sud appuient la ratification. Néanmoins, la législature de l'État du Tennessee ratifie l'amendement le 18 août 1920, en fournissant le dernier État nécessaire à l'approbation fédérale.

### Transition vers laLeague of Women Voters
Six mois avant la ratification du dix-neuvième amendement, la NAWSA tient sa dernière convention. Cette convention créé la League of Women Voters en tant que successeure de la NAWSA le 14 février 1920, sous la présidence de Maud Wod Park, ancienne présidente du Comité du Congrès de la NAWSA,. La League of Women Voters est créée pour aider les femmes à jouer un plus grand rôle dans les affaires publiques puisqu'elles ont le droit de voter. Elle est destinée à aider les femmes à exercer leur droit de vote. Avant 1973, seules les femmes pouvaient rejoindre la ligue.

### Liens
- Ressource relative à la musique :   - Carnegie Hall
- Notice dans un dictionnaire ou une encyclopédie généraliste :   - Britannica
- Notices d'autorité :   - VIAF
  - ISNI
  - BnF (données)
  - IdRef
  - LCCN
  - GND
  - CiNii
  - Israël
  - WorldCat